# Pulvinaria psidii
Pulvinaria psidii är en insektsart som beskrevs av William Miles Maskell 1893. Pulvinaria psidii ingår i släktet Pulvinaria och familjen skålsköldlöss. Inga underarter finns listade i Catalogue of Life.